# حسين الجاسم
حسين علي الجاسم (بالإنجليزية: Hussain Al-Jassem)‏؛ مواليد 13 أغسطس 1994 في ، السعودية، هو لاعب كرة قدم سعودي.

## مسيرة اللاعب
مثل نادي الفتح في الفئات السنية و لعب بعدها مع نادي العدالة ونادي الخليج ونادي العمران.

## روابط خارجية
- حسين الجاسم على موقع Soccerway.com (الإنجليزية)
- حسين الجاسم على موقع كووورة